# Aashim Gulati
 (juin 2023).
La mise en forme du texte ne suit pas les recommandations de Wikipédia : il faut le « wikifier ».
Les points d'amélioration suivants sont les cas les plus fréquents. Le détail des points à revoir est peut-être précisé sur la page de discussion.
- Les titres sont pré-formatés par le logiciel. Ils ne sont ni en capitales, ni en gras.
- Le texte ne doit pas être écrit en capitales (les noms de famille non plus), ni en gras, ni en italique, ni en « petit »…
- Le gras n'est utilisé que pour surligner le titre de l'article dans l'introduction, une seule fois.
- L'italique est rarement utilisé : mots en langue étrangère, titres d'œuvres, noms de bateaux, etc.
- Les citations ne sont pas en italique mais en corps de texte normal. Elles sont entourées par des guillemets français : « et ».
- Les listes à puces sont à éviter, des paragraphes rédigés étant largement préférés. Les tableaux sont à réserver à la présentation de données structurées (résultats, etc.).
- Les appels de note de bas de page (petits chiffres en exposant, introduits par l'outil «  Source ») sont à placer entre la fin de phrase et le point final[comme ça].
- Les liens internes (vers d'autres articles de Wikipédia) sont à choisir avec parcimonie. Créez des liens vers des articles approfondissant le sujet. Les termes génériques sans rapport avec le sujet sont à éviter, ainsi que les répétitions de liens vers un même terme.
- Les liens externes sont à placer uniquement dans une section « Liens externes », à la fin de l'article. Ces liens sont à choisir avec parcimonie suivant les règles définies. Si un lien sert de source à l'article, son insertion dans le texte est à faire par les notes de bas de page.
- La présentation des références doit suivre les conventions bibliographiques. Il est recommandé d'utiliser les modèles {{Ouvrage}}, {{Chapitre}}, {{Article}}, {{Lien web}} et/ou {{Bibliographie}}. Le mode d'édition visuel peut mettre en forme automatiquement les références.
- Insérer une infobox (cadre d'informations à droite) n'est pas obligatoire pour parachever la mise en page.

Pour une aide détaillée, merci de consulter Aide:Wikification.
Si vous pensez que ces points ont été résolus, vous pouvez retirer ce bandeau et améliorer la mise en forme d'un autre article.
 (juin 2023).
Aashim Gulati (né le 15 septembre 1990) est un acteur indien. Il est connu pour son interprétation de Neel Gujral dans Gulmohar Grand, Rehaan Khanna dans Dil Sambhal Jaa Zara et Karna dans Karn Sangini.

## Carrière
Gulati a fait ses débuts à la télévision en 2015 avec Gulmohar Grand . En 2016, il débute au cinéma en tant qu'Amar dans Tum Bin II face à Neha Sharma. La même année, il incarne Ayush dans Yeh Hai Aashiqui . En 2017, Gulati joue Rehaan dans Dil Sambhal Jaa Zara dans Star Plus face à Smiriti Kalra . L'année suivante, il incarne Karn dans Karn Sangini de Star Plus face à Tejasswi Prakash.

## Filmographie

### Télévision
| Année     | Titre                     | Rôle                | Réf.  |
| --------- | ------------------------- | ------------------- | ----- |
| 2015      | Grand Gulmohar            | Neel Gujral         | [ 5 ] |
| 2016      | Yeh Hai Aashiqui          | Ayush               | [ 6 ] |
| 2017-2018 | Dil Sambhal Jaa Zara      | Rehaan Khanna       | [ 7 ] |
| 2018-2019 | Karn Sangini              | Karn                | [ 8 ] |
| 2023      | Choona tu nous le paieras | Yakub Ansari Sheikh | [ 9 ] |

### Websérie
| Année     | Titre                 | Rôle            | Réf.   |
| --------- | --------------------- | --------------- | ------ |
| 2019–2020 | Otages                | Un homme        | [ 10 ] |
| 2019      | The Holiday           | Armaan Sabarwal | [ 11 ] |
| 2023      | Taj: Divided by Blood | Salim           | [ 12 ] |
| TBA       | Yaari Dosti           | TBA             | [ 13 ] |

### Clips musicaux
| Année | Titre            | Chanteur    | Réf.   |
| ----- | ---------------- | ----------- | ------ |
| 2022  | Hum Salut Hum Le | Bandish Vaz | [ 14 ] |